# Каплієнко Ніна Германівна
Каплієнко Ніна Германівна (01.01.1946) — українська співачка. Заслужена артистка України (1997).

## Біографія
Народилася 1 січня 1946 року в м. Алчевськ Луганської області. Закінчила Одеську консерваторію ім. А. Нежданової (1973). З тих пір живе на Буковині і працює солісткою Чернівецької обласної філармонії за кваліфікацією концертно-камерної і оперної співачки. Нині — режисер-постановник.

## Концертна діяльність
Здійснила близько 4000 концертних виступів на сценах філармонії, театрів, у клубах та будинках культури, перед учнями та студентами. Відтворила понад 120 тематичних програм за творами українських і зарубіжних класиків, сучасних композиторів та народними піснями. Учасниця щорічних обласних мистецьких фестивалів «Візерунки Буковини».

## Відзнаки, нагороди
- Заслужена артистка України (1997).
- Грамота Міністерства культури України.
- Грамота Міністерства культури СРСР.